# PACIFIC (CKBのアルバム)
「PACIFIC」（パシフィック）は、2019年8月7日に発売されたクレイジーケンバンド18枚目のアルバム。テーマは「港町」。DVD付初回限定盤、DVD付3CD超豪華BOX仕様CKB友の会限定盤と通常盤の3形態で発売。

## パッケージ仕様
CKB友の会限定盤の内訳はDVD付の初回限定盤全容と、2001年11月22日開催、新宿LIQUIDROOMでのLIVE「貴方と夜と音楽と」、2017年11月25日開催、中野サンプラザでのLIVE「20TH ATTACK! CKB［攻］」2つのライブ音源CDに加えて、ミナトヨコハマガイドブック「CKB’s BAYSIDE WALKER」と、バンパー・ステッカーの特典付。バンパー・ステッカーのみDVD付初回限定盤にも封入される。

## 実演販売（アルバム・プロモーション）
- クレイジーケンバンドは毎年メインボーカル・横山剣とボーカル&コーラス・スモーキー・テツニの2人がショッピングセンター等で実演販売を行なっている。
- 2019年は以下の4ヵ所。
  1. トレッサ横浜 北棟2F リヨン広場
  2. エアポートウォーク名古屋 3F イベントステージ
  3. 阪急西宮ガーデンズ 本館4F スカイガーデン 木の葉ステージ
  4. イオンレイクタウンmori 1F 木の広場

## 収録曲
全曲作詞・作曲・編曲：横山剣（11.編曲特記以外）／Crazy Ken（11.編曲）

Disc.1　CD
1. Night Table
2. Tampopo（NHK ラジオ深夜便 深夜便のうた 6-7月度曲）
3. クレイジーの中華街大作戦!
4. ひとり
5. Disc Jockey＊Part1&2
6. KARAOKE International
7. 何もいらない
8. GET
9. 北京
10. Stay at Bund Hotel - シェルルームの夜は更けて -
11. 場末の天使 （9月公開映画「影に抱かれて眠れ」主題歌）
12. 風洞実験
13. 車と女
14. エルヴィス顔のタイムトラベラー
15. さざえ（読売テレビ/日本テレビ系「情報ライブ ミヤネ屋」エンディングテーマ） ※神奈川県鎌倉市をテーマにした御当地楽曲
16. 南国列車
17. 南国列車＊VIDEO TAPE MUSIC Remix
18. Stay at Bund Hotel -夜明けのチェックアウト-

Disc.2　　CD　CKB友の会限定盤のみ
『門外不出！CRAZY KEN BAND 激レア実況録音盤　Heat1：貴方と夜と音楽と  新宿LIQUID ROOM  2001年11月22日』
1. OPENING SE
2. 貴方と夜と音楽と
3. 長者町ブルース
4. せぷてんばぁ
5. 夜のエアポケット feat.渚ようこ
6. 金魚鉢
7. 昼下がり
8. 愛の世界
9. ハワイアン・ツイスト → 葉山ツイスト
10. ある晴れた悲しい朝
11. シスター・リー
12. ハンサムなプレイボーイ
13. コロ
14. スージー・ウォンの世界
15. かっこいいブーガルー → 新宿そだち → Les Cornichons → かっこいいブーガルー feat.渚ようこ
16. ベレット1600GT

Disc.3　CD　CKB友の会限定盤のみ
『門外不出！CRAZY KEN BAND 激レア実況録音盤　Heat2：20TH ATTACK! CKB［攻］ 中野サンプラザ 2017年11月25日』
1. スージー・ウォンの世界
2. Brand New Honda
3. Loco Loco Sunset Cruise
4. メリメリ
5. BOMB!CUTE!BOMB! → HONOLULU BBQ
6. ロサンゼルスの中華街
7. シンガポール・スリング
8. ランタン
9. Midnight Cruiser → ボックスフィッシュ・パラダイス → 俺たち海坊主
10. プレイボーイ・ツイスト
11. 昼下がり feat. 岡村靖幸
12. GT
13. うやむやコーナー 太陽のモンテカルロ
14. 生きる。

DVD　初回限定盤、CKB友の会限定盤のみ
1. “Tampopo” Music Video
2. MAKING OF “PACIFIC”